# Mustela nivalis russelliana
Mustela nivalis russelliana es una subespecie de  mamíferos carnívoros  de la familia Mustelidae subfamilia Mustelinae.

## Distribución geográfica
Se encuentra en Sichuan (la China).